# Doudeville
Doudeville is een gemeente in het Franse departement Seine-Maritime (regio Normandië) en telt 2.561 inwoners (2011). De plaats maakt deel uit van het arrondissement Rouen. Van oudsher wordt in de regio vlas geteeld, zodat Doudeville zich "capitale du lin" noemt.

## Geografie
De oppervlakte van Doudeville bedraagt 14,5 km², de bevolkingsdichtheid is 174,2 inwoners per km².
De onderstaande kaart toont de ligging van Doudeville met de belangrijkste infrastructuur en aangrenzende gemeenten.

## Demografie
Onderstaande figuur toont het verloop van het inwonertal (bron: INSEE-tellingen).